# エイリアン プラネット
『エイリアン プラネット』（原題：Alien Planet）は、アメリカ合衆国のディスカバリーが制作した2005年のSFドキュメンタリーテレビ映画。ウェイン・バロウの著書『Expedition』を原作としており、原作者たる彼も製作総指揮に加わった。監督はピエール・デ・レスピノイス、脚本はピーター・クラッブとスティーヴ・エーダーによる。
日本では『エイリアン・プラネット 地球外生命との遭遇』というタイトルでDVDが発売されている。2008年には『エイリアン プラネット』というタイトルでNHK教育の『地球ドラマチック』内にて放送された。
欧州宇宙機関のダーウィン・プロジェクトとアメリカ航空宇宙局の探査計画 Terrestrial Planet Finder の当時最新の研究に基づき、架空の惑星ダーウィンIVを舞台にその生命をCGで描いている。スティーヴン・ホーキングやミチオ・カクおよびクレイグ・ヴェンターといった理論物理学者や分子生物学者などのほか、『スター・ウォーズ』シリーズの製作総指揮ジョージ・ルーカスも出演し、地球外生命体の存在について議論した。

## 設定
太陽系外惑星ダーウィンIVで、宇宙船フォン・ブラウン号から送られた2機の無人探査機アイクとレオが惑星上を探索する。両機には人間の4歳児なみの知能をもつ人工知能が搭載されており、探査機の全滅を回避するために異なる性格がプログラムされている。アイクは安全を重視したプログラムであり、一方でレオは好奇心旺盛で危険を顧みない性格にプログラムされている。
舞台となる惑星ダーウィンIVは地球から6.5光年の距離に位置し、地球と同じくデオキシリボ核酸を遺伝子に用いる生物が生息している。大気密度は地球よりも高く、海洋はゼリー状である。また、恒星を2つ持つため、気温が急激に変動することがある。

### 生物
地球外生命体に地球上の生物の分類用語を用いることは適切でないが、便宜上「動物」という用語を使用する。
アロータング
恐竜ティラノサウルスのような大型の捕食動物。舌が矢のようになっており、目が悪い代わりに超音波で獲物を探知する。
ジャイロスプリンター
名が表すように俊足の草食動物。進化の過程で左右の足が癒合して、前後2本足になっている。
ゴードツリー
ひょうたん型の樹木。本体の内部は空洞かスポンジ状になっているようで、細い根でも体を支えられる。
スティックボールプラント
細い棒の先に丸いボール状のものが付いた生物。体は海綿状で、毒性を持っている。
ダーウィントマト
地面から生えている巨大な赤くて丸いカビ。
トランクサッカー
エイとムササビを合わせたような動物。象の鼻のような口で、木から染み出る樹液を餌にしている。
ダガーリスト
ナイフのような前足を持つ動物。手足の間にある飛膜を使って滑空し、胸から出た管状の口をトランクサッカーに突き刺し、未消化の樹液を奪って生きている。
アンス
バッファローのように群れで生活する動物。呼吸用の肺とは別に、わき腹にもう一対肺を持ち、背中に開いた孔から空気を噴出して音を出す。
ブラダーホーン
2本足の象のような姿をした動物。袋状の光る角を膨らませ、音を鳴らして相手を威嚇する。
グローブバック
地面に巨体を埋めて生活する大型動物。皮膚を通して土から養分を吸収し、背中には樹木状の生物が繁茂する。
リトラロープ
頭と尻尾が同じ形をした草食動物。スキュアーなどの捕食動物から身を守るために群れで生活している。
スキュアー
飛行機のような姿をした捕食動物。翼にあるジェットエンジンのような器官でメタンガスを燃焼させて飛行しており、目が無い代わりに超音波で獲物を探知し、槍状の口を突き刺して血を吸い取る。
ジェットダーター
ゼラチン状の物体で構成された腐肉食動物。戦闘機を小さくしたような姿をしており、空を飛べる。
ビーチクイル
針のような姿をした生物。猛毒を持ち、獲物の振動を感知すると襲い掛かり、毒で殺して捕食する。
プロングヘッド
頭部に3本の角状の物体が生えた捕食動物。群れで行動し、鋭い嗅覚と速い足を持つなど、地球の狼に似た生態を持つ。
海
ダーウィンⅣに僅かに残された海を守るため、海水を体内に閉じ込めている生物の巨大なコロニー。シーストライダーの子供を食べることもある。
シーストライダー
海水表面を歩く大型動物。足の裏に存在する口から栄養分を摂取する。地球上のどの動物よりも巨大であり、体の密度が低いため生存できていると推察されている。洋上の嵐に吹き飛ばされない理由は不明。
子供は親と比べると非常に小さく、翼で空を飛びまわる。
エオサピエンス
知的生命体。消息を絶ったレオを捜索するアイクと遭遇し、人類の用意したメッセージに目を通す。レオとアイクが発射するカメラディスクを脅威と勘違いし、最終的に2体を破壊した。
これ以外にも、水溜りや温泉に生息する微生物や、溶岩地帯に生息する地衣類、電気を発するキノコのような生物が生息している。

## 出演者
いずれも本人役。
- ウェイン・バロウ
- カーティス・クラーク
- ジェームズ・B・ガービン（英語版）
- ジェームズ・ハインズ
- スティーヴン・ホーキング
- ジャック・ホーナー
- ジョーン・ホーヴァス（英語版）

- ミチオ・カク
- ジェームズ・カークランド
- ジョージ・ルーカス
- ヴィクトリカ・ミードウズ（英語版）
- デイヴィッド・モリアーティ
- ランディ・ポロック
- クレイグ・ヴェンター

## 展開
本作はディスカバリーチャンネルでの放送のために制作され、2005年5月14日に放送された。スウェーデンでも同年6月26日に放送された。
日本では2008年4月2日と4月9日にNHK教育の『地球ドラマチック』内で2回に分けて放送された。また、放送に先駆けて角川書店から2005年12月23日にDVDが発売されている。

## 評価
Rotten Tomatoesでは303件の投票でオーディエンス・スコア（一般人による高評価率）は86%となった。ただし、トマトメーター（批評家による高評価率）は明かされていない。DVD Talkのスコット・ウェインバーグは「CGアニメーションが鮮明かつクールで、『エイリアン プラネット』は専門用語が無くても楽しめる作品になっている」「一連の"教養のある推測"はあまりに突飛で受け入れ難く、無視するには素晴らしすぎる。しかし、6光年離れた惑星に暮らすかもしれない獣たちを『もしも？』と覗き見すると捉えると、『エイリアン プラネット』は（私のような）SFオタクを楽しませるには十分なほどクールだ」と高評価した。また、ウェインバーグは俳優ジョン・C・マッギンリーによるナレーションを称賛した。